# Бридж-стрит (Манхэттен)
Бридж-стрит (англ. Bridge Street) — односторонняя улица в Нижнем Манхэттене, Нью-Йорк; одна из старейших в городе.
Бридж-стрит начинается на западе от пересечения с улицей Стейт-стрит и идёт на восток до пересечения с Брод-стрит. Примерно посередине Бридж-стрит пересекается улицей Уайтхолл-стрит.
Улица была проложена в XVII веке и вымощена в 1658 году, ещё в Новом Амстердаме. Она вела к мосту, пересекавшему канал Принс-Графт (англ. Prince Graft), шедший вдоль Брод-стрит. По этому мосту улица получила название Бруг-Страт (нидерл. Brugh Straat), трансформировавшееся при англичанах в Бридж-стрит. В XVII веке благодаря своему расположению улица была популярным местом у местных торговцев. На ней была основана первая в городе товарная биржа|, а в апреле 1659 года на пересечении Бридж- и Уайтхолл-стрит был открыт первый в городе мясной рынок.
Ближайшей к Бридж-стрит станцией метро является Уайтхолл-стрит — Саут-Ферри (N, R).